# از آنجا که مرا دوست داشتی
از آنجا که مرا دوست داشتی (انگلیسی: Because You Loved Me) کتاب جنایی غیرداستانی نوشتهٔ ام. ویلیام فلپس است که در سال ۲۰۰۷ منتشر شد. داستان درباره قتل زنی به‌نام جین دومنیکو ست که نامزدش جنازه‌اش را با بیش از ۴۰ ضربه چاقو بر بدنش و ضربه چکش به سرش در کف آشپزخانه یافت.